# Jamie Delgado
Jamie Delgado (ur. 21 marca 1977 w Birmingham) – brytyjski tenisista, reprezentant w Pucharze Davisa.

## Kariera tenisowa
Jako zawodowy tenisista występował w latach 1995–2014.
W grze pojedynczej zwyciężał w turniejach rangi ATP Challenger Tour.
W grze podwójnej, oprócz triumfów w zawodach ATP Challenger Tour, osiągnął 2 finały rangi ATP World Tour, najpierw w Eastbourne, a potem w Los Angeles. Oba turnieje rozgrywane były w 2012 roku, a partnerem Delgado był Ken Skupski.
W latach 1997, 2000, 2006 reprezentował Wielką Brytanię w Pucharze Davisa. Zagrał w 7 przegranych meczach.
Najwyżej w rankingu singlistów sklasyfikowany był na 121. miejscu (20 sierpnia 2001), a w rankingu deblistów na 57. pozycji (8 października 2012).

### Finały w turniejach ATP World Tour
| Legenda                                      |
| -------------------------------------------- |
| Wielki Szlem                                 |
| Igrzyska olimpijskie                         |
| Tennis Masters Cup / ATP Finals              |
| ATP Masters Series / ATP Tour Masters 1000   |
| ATP International Series Gold / ATP Tour 500 |
| ATP International Series / ATP Tour 250      |

#### Gra podwójna (0–2)
| Końcowy wynik | Nr | Data            | Turniej     | Nawierzchnia | Partner     | Przeciwnicy                    | Wynik finału      |
| ------------- | -- | --------------- | ----------- | ------------ | ----------- | ------------------------------ | ----------------- |
| Finalista     | 1. | 22 czerwca 2012 | Eastbourne  | Trawiasta    | Ken Skupski | Colin Fleming Ross Hutchins    | 4:6, 3:6          |
| Finalista     | 2. | 29 lipca 2012   | Los Angeles | Twarda       | Ken Skupski | Ruben Bemelmans Xavier Malisse | 6:7(5), 6:4, 7–10 |